# ハースト・キャッスル
ハースト・キャッスル (Hearst Castle) は、イエロー・ジャーナリズムによってアメリカ合衆国の新聞王になったハースト家の豪邸のひとつ。カリフォルニア州サン・シメオン (San Simeon) の丘の頂上にそびえ建つ。現在は州が所有し、歴史的建造物として一般公開している。

## 概要
敷地面積約8,400 m2の中に、約6,000 m2の城と、3つのゲストハウス、ローマスタイルの豪華な屋内プールと屋外プール、動物園、エアポートなどがある。建物は、地中海リバイバル様式と呼ばれる、スペイン、イタリアなどのルネサンス期のスタイルを折衷したもの。主屋の城は、建築主である新聞王のウィリアム・ランドルフ・ハーストがスペインのロンダで見た教会をイメージしたもので、内部には寝室のほか、書斎、図書室、映画室、遊戯室、美容室、食堂など、115の部屋があり、ハーストがヨーロッパで集めた絵画やアンティークの調度品で飾り立てられている。3つのゲストハウスには寝室やホールなど、合わせて46室があり、こちらも豪華な装飾で埋め尽くされている。

## 歴史
1865年にハーストの父ジョージがこの一帯の土地を購入。両親の死後、この地を相続したハーストは、人里離れた内地にありながら、遠くに海を望む高台の絶景を気に入り、豪邸建築を計画。ハースト社のビルをいくつか手掛けてきた女性建築家のジュリア・モーガンに設計を依頼（ジュリアはパリの国立美術学校「エコール・デ・ボザール」で学んだ初の女性）。1919年に着工。城が完成すると、当時ハーストの愛人だった女優のマリオン・デイヴィスが城の女主人として君臨し、チャールズ・チャップリンなど親しい映画関係者や、政財界の有名人を招き、華やかな暮らしが始まった。その間も増築が続けられたが、1947年にハーストが病床につき、ビバリーヒルズに引っ越したため中止された。1951年にハーストが亡くなると、ハースト社が引き継いで管理していたが、1957年に州に寄付された。ハースト・キャッスルを維持管理する財団が設立され、トップにハースト家のメンバーが就任したほか、ハースト家の者は好きなときに利用できることになっている。

## 映画
ウィリアム・ランドルフ・ハーストの生涯をモデルにしたと言われている映画『市民ケーン』には、主人公が住む未完の豪邸「ザナドゥ」として、ハースト・キャッスルを思わせる城が登場するが、映画に登場するのは、ロングアイランドにある「オヒカ城」の映像を加工したものである。オヒカ・キャッスル（Oheka Castle、北緯40度49分44.1秒 西経73度26分54.9秒 / 北緯40.828917度 西経73.448583度）は、ドイツ系ユダヤ人の金融家が建てた豪邸で、1980年代には横井英樹が一時所有していた。